# Студенческий блок
Студенческий блок (итал. Blocco Studentesco, BS) — итальянская неофашистская молодёжная студенческая организация. Создана в 2006 году как молодёжное крыло движения «Каса Паунд». «Студенческий блок» организует работу в школах, лицеях и университетах более сорока итальянских городов.